# Gheboaia, Dâmbovița
Gheboaia este un sat în comuna Finta din județul Dâmbovița, Muntenia, România.
La sfârșitul secolului al XIX-lea, satul Gheboaia alcătuia o comună de sine stătătoare în plasa Ialomița a județului Dâmbovița, comună ce avea 750 de locuitori, o fabrică mare de spirt, o biserică și o școală. În 1925, comuna Gheboaia făcea parte din plasa Bilciurești a aceluiași județ, era formată tot din unicul său sat, cu 1546 de locuitori.
În 1950, comuna a fost arondată raionului Târgoviște din regiunea Prahova și apoi (după 1952) din regiunea Ploiești. Comuna Gheboaia a fost desființată în 1968, iar satul ei component a fost inclus în comuna Finta, care a revenit la județul Dâmbovița, reînființat.